# 黄辛白
黄辛白（1921年10月—2008年2月29日），原名黄曰騋，男，江苏嘉定（今属上海）人，中华人民共和国教育家，曾任教育部副部长。

## 生平
1939年5月，黄辛白在光华大学附中学习期间加入中国共产党。毕业后按照中共党组织安排，留在上海进入大同大学电机系，并成为全校性组织“课余参观团”的负责人之一。在学生团体活动中结识了钱正英。1942年10月，因大同大学一名中共外围群众被捕，中共党组织认为黄辛白、钱正英有被捕的危险，决定将黄辛白、钱正英紧急撤往解放区。二人撤至安徽淮北解放区，这是新四军第四师驻地。为免影响上海的亲友，钱正英改名“钱正英”，黄辛白用原来的一个别名“黄辛白”。不久，日军对淮北解放区进行“扫荡”，新四军第四师的领导率部转入新四军第二师的驻地淮南解放区。黄辛白任师供给部文化教员。1943年1月至1945年抗日战争胜利，黄辛白在淮北苏皖边区四中（淮北解放区的泗五灵凤县的县立中学，泗五灵凤县是当时安徽省泗县、五河县、灵璧县、凤阳县四个县的接壤地区）任教务主任。
第二次国共内战时期，黄辛白历任华中野战军九纵队政治部秘书、中共华中七地委秘书、地委宣传科科长，中共江淮区党委联络科副科长等职。1949年2月后，任华东大学皖北分校教务主任、校委委员等职。
中华人民共和国成立后，黄辛白历任中国共青团皖北工委学生部部长、华东工委统战部部长。1951年秋，和钱正英在上海结婚。1952年10月，调任上海交通大学副教务长。1953年11月起，历任中央人民政府高等教育部、中华人民共和国教育部的工业教育司、高教一司的副司长、司长。还曾兼任高等教育出版社社长。1965年7月任中华人民共和国高等教育部副部长。1966年文化大革命爆发后，黄辛白被打倒，关进牛棚。1969年，下放安徽凤阳五七干校劳动。1971年12月，重新走上领导岗位，任北京大学革命委员会副主任兼党委副书记。任内为贯彻国务院总理周恩来关于加强自然科学基础理论的教学和研究的指示而进行了努力；邓小平复出任国务院副总理后，黄辛白受教育部委托，率一个“大学校长代表团”赴欧美国家考察，回国时国内已开始“批邓”，北京大学贴出了许多“反击右倾翻案风”的大字报，黄辛白再次受到批判。
改革开放后，1979年4月，黄辛白重新出任中华人民共和国教育部副部长。1979年3月，在邓小平直接关怀下，中央作出关于建立学位制度的指示，随后教育部和国务院科技干部局共同成立学位条例起草小组，由蒋南翔领导，黄辛白为主要助手，提出了《中华人民共和国学位条例（草案）》。1980年2月，《中华人民共和国学位条例》经第五届全国人大常委会第十三次会议审议通过，于1981年施行。1980年5月，经国务院批准，将国务院学位委员会办公室设在教育部，负责全国学位日常管理工作。黄辛白任国务院学位委员会办公室第一任主任。1980年12月，经国务院批准，第一届国务院学位委员会由41人组成，黄辛白兼任委员。1981年5月，黄辛白兼任国务院学位委员会秘书长。1981年，中国国际交流协会成立，黄辛白连任第一、二、三届会长。1985年6月，获加拿大阿尔伯塔大学教育学名誉博士。
黄辛白是第七届、第八届全国政协委员，第八届全国政协文化教育委员会副主任。
2008年2月29日，黄辛白在北京病逝，享年87岁。2008年3月11日，在八宝山革命公墓大礼堂举行送别仪式。

## 家庭
- 妻：钱正英，中华人民共和国水利电力部部长、全国政协副主席。和黄辛白育有一子二女。[5][3]
- 长女：黄惟汇[5]
- 小女：黄惟清[5]
- 子：黄惟洪[5]